# Dombås
Dombås este o localitate din comuna Dovre, provincia Oppland, Norvegia, cu o suprafață de 1,53 km² și o populație de 1.209 locuitori (2013).